# Mughalsarai Rly. Settlement
Mughalsarai Rly. Settlement là một thị xã và là một nagar panchayat của quận Chandauli thuộc bang Uttar Pradesh, Ấn Độ.

## Nhân khẩu
Theo điều tra dân số năm 2001 của Ấn Độ, Mughalsarai Rly. Settlement có dân số 27.860 người. Phái nam chiếm 54% tổng số dân và phái nữ chiếm 46%. Mughalsarai Rly. Settlement có tỷ lệ 80% biết đọc biết viết, cao hơn tỷ lệ trung bình toàn quốc là 59,5%: tỷ lệ cho phái nam là 85%, và tỷ lệ cho phái nữ là 73%. Tại Mughalsarai Rly. Settlement, 11% dân số nhỏ hơn 6 tuổi.